# او-۳۵ (کریگس‌مارینه)
او-۳۵ (به آلمانی: U-35) یک او-بوت کریگسمارینه از نوع ۷آ بود.